# تپه فتح‌آباد
تپه فتح‌آباد مربوط به سده‌های اولیه اسلامی است و در شهرستان قوچان واقع شده و این اثر در تاریخ ۸ دی ۱۳۹۰ با شمارهٔ ثبت ۳۰۴۶۸ به‌عنوان یکی از آثار ملی ایران به ثبت رسیده است.